# Louis Gossett Jr.

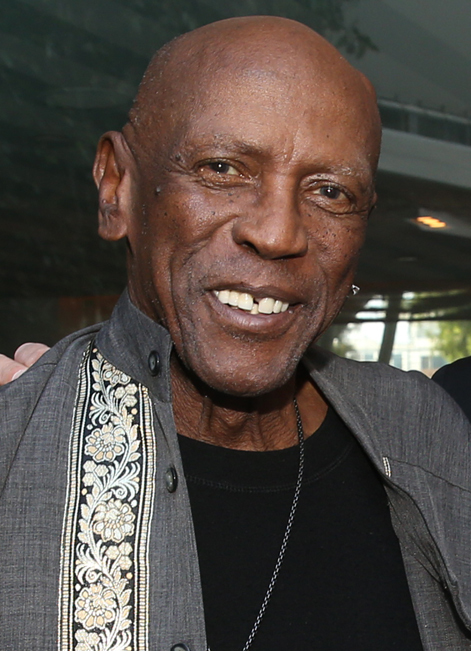
Louis Gossett Jr. (2017)

Louis Cameron Gossett Jr. (* 27. Mai 1936 in Brooklyn, New York; † 29. März 2024 in Santa Monica, Kalifornien) war ein US-amerikanischer Schauspieler, der 1983 für seinen Auftritt in Ein Offizier und Gentleman mit dem Oscar als Bester Nebendarsteller ausgezeichnet wurde.

## Leben
Gossett ist der Sohn von Louis Cameron Gossett Sr. und dessen Frau Helen Rebecca Wray. Sein Broadway-Debüt als Schauspieler machte er 1953, noch während er die Highschool besuchte, in dem Stück Take a Giant Step. Er spielte hierin die Hauptrolle eines schwarzen Jugendlichen, der sich mit dem ihn umgebenden Rassismus auseinandersetzen muss. Er führte eine professionelle Karriere als Theaterschauspieler weiter und spielte 1959 in der Originalproduktion von Lorraine Hansberrys Theaterstück A Raisin in the Sun. In der gleichnamigen Verfilmung aus dem Jahr 1961 debütierte er als Kinoschauspieler.

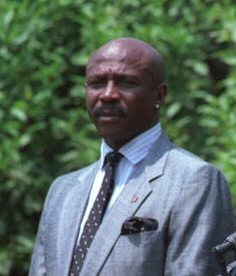
Louis Gossett Jr. (1987)

International bekannt wurde er vor allem als Darsteller in Militär- und Actionfilmen. Für seine Rolle als Sergeant Emil Foley in Taylor Hackfords Ein Offizier und Gentleman erhielt er 1983 den Oscar als bester Nebendarsteller. 1985 spielte Gossett Jr. den Drac Jeriba „Jerry“ Shigan in dem Science-Fiction-Film Enemy Mine – Geliebter Feind. In den vier Filmen der Stählernen-Adler-Filmreihe übernahm er zwischen 1986 und 1994 die Hauptrolle des Offiziers Charles „Chappy“ Sinclair.
Louis Gossett Jr. hatte zahlreiche Auftritte in den verschiedensten Fernsehserien, unter anderem in Bonanza, Detektiv Rockford, Allein gegen die Zukunft, Dead Zone und Ein Hauch von Himmel. Von 2005 bis 2006 war er in der SF-Serie Stargate – Kommando SG-1 als Jaffa Gerak zu sehen. In der Originalfassung von Half-Life 2 sowie dessen Fortsetzungen übernahm Gossett Jr. die Stimme von Vortigaunt. Sein Schaffen für Film und Fernsehen umfasst rund 200 Produktionen.
Gossett ist der Cousin des Schauspielers Robert Gossett, in Deutschland bekannt aus der Krimiserie The Closer. Er war insgesamt drei Mal verheiratet. Mit seiner dritten Ex-Frau, Cyndi James Gossett, die ebenfalls als Schauspielerin tätig ist, hat er einen Sohn adoptiert. Aus seiner zweiten Ehe stammt ein leiblicher Sohn.
Gosset starb im März 2024 im Alter von 87 Jahren in einem Rehabilitationszentrum in Santa Monica, Kalifornien.

## Filmografie (Auswahl)
- 1961: Ein Fleck in der Sonne (A Raisin in the Sun)
- 1968: Daktari (Fernsehserie, Folge Adam and Jenny)
- 1969: Das Buschbaby (The Bushbaby)
- 1970: Der Hausbesitzer (The Landlord)
- 1971: Zwei Galgenvögel (Skin Game)
- 1971: Bonanza (Fernsehserie, Folge The Desperado)
- 1972: Reisen mit meiner Tante (Travels with My Aunt)
- 1973: Massenmord in San Francisco (The Laughing Policeman)
- 1974–1975: Petrocelli (Fernsehserie, 2 Folgen, als Staatsanwalt Kurt Olson)
- 1974: Die Weiße Dämmerung (The White Dawn)
- 1974: Sie können’s nicht lassen (Sidekicks, Fernsehfilm)
- 1975: Der Sechs-Millionen-Dollar-Mann (The Six Million Dollar Man. Fernsehserie, Folge 3x13)
- 1976: Unsere kleine Farm (Little House on the Prairie, Fernsehserie, 1 Folge)
- 1976–1977: Detektiv Rockford – Anruf genügt (The Rockford Files, Fernsehserie, 2 Folgen)
- 1976: Der Schwarze Fluß (The River Niger)
- 1976: Rache aus dem Jenseits (J.D.’s Revenge)
- 1977: Roots (Fernsehserie, 5 Folgen)
- 1977: Die Tiefe (The Deep)
- 1977: Chorknaben (The Choirboys)
- 1978: Die Schwarze Liste (The Critical List, Fernsehfilm)
- 1979: Der schwarze Sheriff (Lawman Without a Gun, Fernsehfilm)
- 1979: Weißes Haus, Hintereingang (Backstairs at the White House, Miniserie)
- 1982: Ein Offizier und Gentleman (An Officer and a Gentleman)
- 1983: Der weiße Hai 3-D (Jaws 3-D)
- 1984: Der Wächter (The Guardian)
- 1984: Der Chaos-Express (Finders Keepers)
- 1985: Enemy Mine – Geliebter Feind (Enemy Mine)
- 1986: Feuerwalze (Firewalker)
- 1986: Der stählerne Adler (Iron Eagle)
- 1987: Ein Aufstand alter Männer (A Gathering of Old Men, Fernsehfilm)
- 1987: Der Prinzipal – Einer gegen alle (The Principal)
- 1988: Roots – Das Geschenk der Freiheit (Roots: The Gift, Fernsehfilm)
- 1988: Unter fremden Sternen (Goodbye, Miss 4th of July)
- 1988: Der stählerne Adler II (Iron Eagle II)
- 1989: The Punisher
- 1990: El Diablo – Der mit dem Teufel tanzt (El Diablo, Fernsehfilm)
- 1991: Das Ende des Schweigens (Carolina Skeletons, Fernsehfilm)
- 1991: Cover Up
- 1991: Boy Soldiers (Toy Soldiers)
- 1991: Lethal Justice (Keeper of the City)
- 1992: Ihr größter Coup (Diggstown)
- 1992: Die Asse der stählernen Adler (Aces: Iron Eagle III)
- 1992: Liberators – Befreier (Liberators: Fighting on Two Fronts in World War II) (Erzählstimme)
- 1993: Auf den Straßen von L.A. (On the Streets of L.A., Fernsehfilm)
- 1993: Wildes Land (Return to Lonesome Dove, Miniserie)
- 1993: Monolith
- 1994: Der Fluch der hungernden Klasse (Curse of the Starving Class)
- 1994: A Good Man in Africa
- 1994: Flashfire
- 1994: Mörderisches Menü (Ray Alexander: A Taste for Justice, Fernsehfilm)
- 1995: In der Hitze des Südens (A Father for Charlie, Fernsehfilm)
- 1995: Der stählerne Adler IV (Iron Eagle on the Attack)
- 1996: Showdown in Managua (Managua)
- 1996: Im Angesicht der Freiheit (Inside, Fernsehfilm)
- 1996: Olympische Träume – Die Gail Devers Story (Run for the Dream: The Gail Devers Story, Fernsehfilm)
- 1996: Verraten und verkauft (Captive Heart: The James Mink Story, Fernsehfilm)
- 1997: Allein gegen die Zukunft (Early Edition, Fernsehserie, 1 Folge (S02E02))
- 1997: Power in Vaters Schuhen (In His Father’s Shoes, Fernsehfilm)
- 1998: Bram Stoker’s Legend of the Mummy (Legend of the Mummy)
- 1998: The Inspectors – Der Tod kommt mit der Post (The Inspectors)
- 1999: Strange Justice
- 1999: Y2K
- 1999: Love Songs – Liebe in Philadelphia (Love Songs, Fernsehfilm)
- 2000: The Highwayman
- 2000: The Inspectors – Zerrissene Beweise (The Inspectors 2: A Shred of Evidence)
- 2002: Signals – Experiment außer Kontrolle (Deceived)
- 2003: Momentum
- 2005: Solar Attack – Der Himmel brennt (Solar Strike, Fernsehfilm)
- 2005: Finale – Die Welt im Krieg (Left Behind: World at War)
- 2005: Lackawanna Blues (Fernsehfilm)
- 2005–2006: Stargate – Kommando SG-1 (Stargate SG-1, Fernsehserie, 5 Folgen)
- 2006: All In – Pokerface (All In)
- 2006: Solar Attack – Der Himmel brennt (Solar Strike, Fernsehfilm)
- 2007: Daddy’s Little Girls
- 2009: The Least Among You
- 2009: Emergency Room – Die Notaufnahme (ER, Fernsehserie, Folge 15x15 The Family Man)
- 2010: The Grace Card
- 2010: Auch Liebe macht mal Ferien 2 (Why Did I Get Married Too?)
- 2012: Smitty
- 2013: Boardwalk Empire (Fernsehserie, 1 Folge)
- 2014–2015: Extant (Fernsehserie, 4 Folgen)
- 2014: Pride of Lions
- 2015: The Book of Negroes (Miniserie, 2 Folgen)
- 2016: Undercover Grandpa
- 2018: Hawaii Five-0 (Fernsehserie, Folge 9x08)
- 2019: Supervized
- 2019: Watchmen (Fernsehserie, 7 Folge)
- 2019: The Cuban
- 2022: Three Months
- 2023: Die Farbe Lila (The Color Purple)
- 2024: IF: Imaginäre Freunde (IF, Stimme)

## Auszeichnungen und Nominierungen für Filmpreise
- 1977 Roots:
  - Primetime Emmy Award für die beste individuelle Leistung als Hauptdarsteller
  - TV Land Award
- 1978 The Sentry Collection Presents Ben Vereen:
  - Nominiert für den Primetime Emmy Award für die beste individuelle Leistung
- 1979 Backstairs at the White House:
  - Nominiert für den Primetime Emmy Award für die beste individuelle Leistung
- 1980 Palmerstown, USA:
  - Nominiert für den Primetime Emmy Award für die beste individuelle Leistung
- 1983 Sadat:
  - Nominiert für den Primetime Emmy Award für die beste individuelle Leistung
  - Nominiert für den Golden Globe Award für die beste individuelle Leistung als Hauptdarsteller
- 1983 An Officer and a Gentleman:
  - Academy Award als bester Nebendarsteller
  - Golden Globe Award als bester Nebendarsteller
  - NAACP Image Award als bester Hauptdarsteller
- 1983 Jaws 3-D:
  - Nominiert für die goldene Himbeere als schlechtester Nebendarsteller
- 1985 Enemy Mine:
  - Nominiert für den Saturn Award als bester Darsteller
- 1991 The Josephine Baker Story:
  - Golden Globe Award für den besten Nebendarsteller
- 1992 Stern auf dem Hollywood Walk of Fame[4]